# TV-kanna

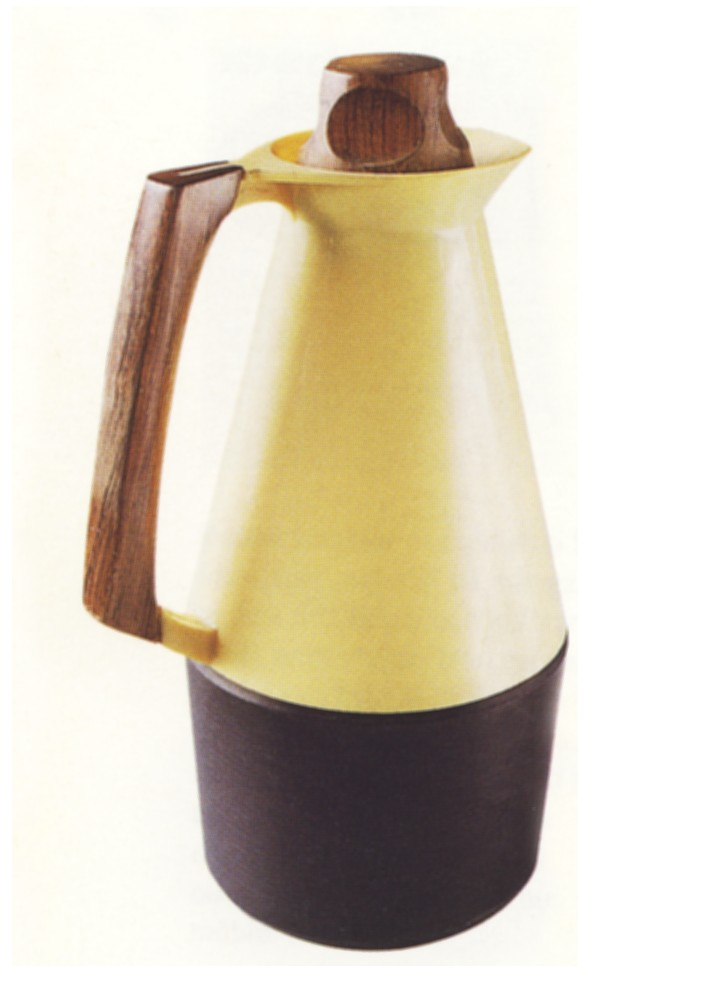
Bregers Tv-kanna "Signatur" för Husqvarna Borstfabrik, 1962.

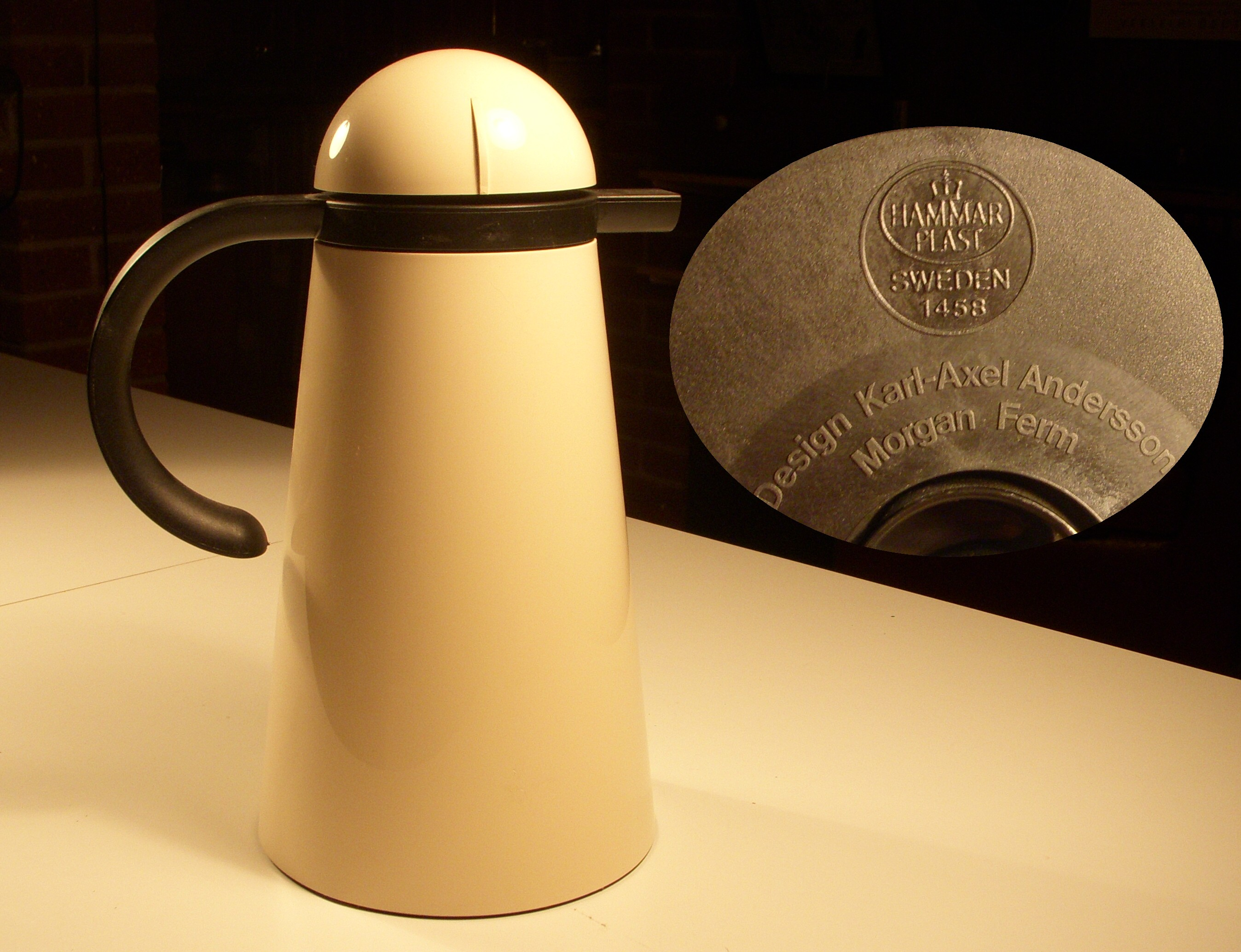
Karl-Axel Anderssons och Morgan Ferms tv-kanna för Hammarplast

Tv-kanna, ursprungligen TeVe-kanna, kallas den termoskanna som liknar en kaffepanna och som började användas i samband med televisionens intåg till Sverige på 1950-talet.
Tv-kannan tillverkades först i Sverige av Termoverken AB i Jönköping under det ordleksmässiga varumärket "TeVe-kanna".
TV-tittandet förändrade livet för svenska folket. En hel ny marknad uppstod med prylar och möbler relaterade till TV:n. På 1960-talet och senare fanns det TV-soffan, TV-hyllan, TV-bänken och inte minst tv-kannan.
Den typiska tv-kannan hade ett flätverk av plast kring behållaren, snås och ett väl tilltaget handtag för upphällning. 
En klassiker bland tv-kannorna blev Carl Arne Bregers termoskanna Signatur från 1962 , som tillverkades av Husqvarna Borstfabrik. Kannan kombinerade plast (för behållaren) och teak (för handtaget och knopp). En kaffefilterhållare kunde ställas direkt på kannan, vilket var en innovation.
Beteckningen tv-kanna lever kvar, även om svenskarnas tv-vanor har förändrats sedan lanseringen på 1950-talet.